# David Bernhardt
David Bernhardt, född 1 december 1997 i Huddinge, Stockholms län, är en svensk professionell ishockeyspelare för Linköping HC i SHL. Bernhardts moderklubb är Huddinge IK och som junior så spelade han huvudsakligen för Djurgårdens IF. Säsongen 2016/17 gjorde han SHL-debut för klubben och spelade med den fram till och med början av 2019 då han anslöt till Växjö Lakers HC. Innan dess valdes han vid NHL-draften 2016 av Philadelphia Flyers som 199:e spelare totalt, i den sjunde rundan. 
I slutet av 2019 lämnade han Sverige och spelade därefter i en och en halv säsong i Liiga för Saimaan Pallo och senare för HIFK, med vilka han tog ett finskt brons. Bernhardt återvände till Sverige inför säsongen 2021/2022 och spelade under fyra säsonger med Modo Hockey. Under de två första av dessa år utsågs han till Hockeyallsvenskans bästa back. 2023 var han med och spelade upp Modo till SHL och utsågs till slutspelets mest värdefulla spelare. Efter att klubben degraderats två år senare anslöt han till Linköping HC.
Som junior representerade Bernhardt Sverige vid JVM 2017.

## Karriär

### Klubblag

#### 2012–2020: Djurgårdens IF och Växjö Lakers
Bernhardt påbörjade sin ishockeykarriär i moderklubben Huddinge IK. Han spelade ungdomsishockey även för Nacka HK innan han anslöt till Djurgårdens IF:s organisation inför säsongen 2012/13. Säsongen 2014/15 vann han SM-guld med Djurgårdens J20-lag. Samma säsong blev han utlånad under en match till Väsby IK i Hockeyettan. Som 17-åring skrev han ett tvåårsavtal med Djurgårdens IF, vilket bekräftades den 4 maj 2015. Säsongen 2015/16 spelade han enbart för Djurgårdens J20-lag. I grundserien var han den back som noterades för flest assistpoäng (28). Utöver detta var han den back i J20 SuperElits norra division som stod för flest poäng (23) och flest assist (17). I slutspelet tog sig Djurgården till final där man besegrade Skellefteå AIK med 4–2; Bernhardt stod för två av målen i denna match och Djurgården vann sitt andra raka JSM-guld. Under sommaren 2016 valdes Bernhardt av Philadelphia Flyers vid NHL-draften i den sjunde rundan som 199:e spelare totalt.
Säsongen 2016/17 kombinerade Bernhardt spel i Djurgårdens seniorlag i SHL och spel med klubbens J20-lag. Han registrerades för sin första SHL-match den 28 september 2016 mot Karlskrona HK. Månaden därpå, den 21 oktober, stod han för sitt första SHL-mål, på Marcus Högberg, i en 4–5-förlust mot Linköping HC. Den 26 november 2016 bekräftade Djurgården att man förlängt avtalet med Bernhardt med ytterligare en säsong. Totalt spelade Bernhardt 27 grundseriematcher i SHL och noterades för sju poäng (två mål, fem assist). Säsongen 2017/18 missade Bernhardt endast en av de 52 grundseriematcherna i SHL. I slutet av säsongen stod det klart att han förlängt avtalet med Djurgården med ytterligare en säsong.
Efter att ha fått lägre istid under den första halvan av säsongen 2018/19 bekräftades det den 4 januari 2019 att Bernhardt lämnat Djurgården för spel med seriekonkurrenten Växjö Lakers HC. Växjö bekräftade samtidigt att kontraktet med Bernhardt också sträckte sig över säsongen 2020/21. På sina 20 grundseriematcher med Växjö noterades han för tre mål och fyra assistpoäng. I slutspelet tog sig laget till kvartsfinalserien där man slogs ut av Luleå HF med 4–1. Säsongen 2019/20 hann Bernhardt endast spela nio matcher för Växjö innan det den 1 november bekräftades att han i samförstånd med klubben valt att bryta avtalet med den.

#### 2019–2025: SaiPa och Modo Hockey
Den 4 november 2019 stod det klart att Bernhardt lämnat Sverige för spel i den finska klubben Saimaan Pallo i Liiga. Samma månad, den 15 november, gjorde han Liigadebut i en match mot HIFK. Det första målet i Liiga gjorde han på Atte Tolvanen den 17 januari 2020 i en 1–2-seger mot Pelicans. Säsongen avslutades i förtid på grund av Covid-19-pandemin och på 33 matcher stod Bernhardt för ett mål och sex assistpoäng. Den 28 juli 2020 meddelades det att Bernhardt förlängt sitt avtal med Saimaan Pallo med ytterligare en säsong. Trots att han endast spelade 35 grundseriematcher för klubben säsongen 2020/21 så var han lagets poängmässigt bästa back med tre mål och åtta assistpoäng. Laget misslyckades att ta sig till slutspel och i sluttampen av grundserien bekräftades det den 26 februari 2021 att Bernhardt lånats ut till HIFK för återstoden av säsongen. HIFK slutade på andraplats i grundserien och tog sig till semifinal där man besegrades av HC TPS med 3–1 i matcher. I den följande matchen om tredjepris besegrade man Tappara med 7–1, varför Bernhardt tilldelades ett finskt brons.
Den 27 juni 2021 bekräftades det att Bernhardt återvänt till Sverige då han skrivit ett ettårskontrakt med Modo Hockey i Hockeyallsvenskan. Han gjorde Hockeyallsvensk debut den 24 september samma år i en match mot Västerviks IK. Efter en poängmässigt stark inledning av säsongen stod det den 5 november 2021 klart att Bernhardt förlängt sitt avtal med Modo med ytterligare en säsong. Modo slutade på andra plats i grundserien där Bernhardt stod för 44 poäng på 52 grundseriematcher. Med denna notering vann han backarnas poängliga; utöver detta stod han för 14 mål, vilket gav honom en seger även i backarnas skytteliga. Under det följande slutspelet fick han emottaga pris som "årets back" i Hockeyallsvenskan. Modo slogs ut i semifinalserien mot IF Björklöven sedan man tappat en 3–2-ledning till 3–4 i matcher. Bernhardt vann den interna poängligan i slutspelet med tolv poäng, varav fyra mål, på 13 matcher. Dessutom var han den i laget med bäst plus/minus-statistik (4).
Under sin andra säsong med Modo var han med och spelade upp laget till SHL. Bernhardt hade en väldigt framgångsrik säsong då han för andra säsongen i följd utsågs till "årets back" i Hockeyallsvenskan. Laget vann grundserien där han återigen vann backarnas poäng- och skytteliga. På 52 grundseriematcher noterades han för 51 poäng, varav 19 mål. Han var dessutom den spelare i Hockeyallsvenskan som hade bäst plus/minus-statistik (26). I slutspelet slog Modo ut AIK och Mora IK i kvarts- respektive semifinal. I finalserien ställdes man mot Djurgårdens IF och vände ett 2–3-underläge till seger med 4–3 i matcher. Bernhardt utsågs till slutspelets mest värdefulla spelare och vann såväl poängligan (21) som skytteligan (10).
Under säsongen 2023/24 stod det den 29 januari 2024 klart att Modo förlängt avtalet med Bernhardt med ytterligare två säsonger. Laget slutade på elfte plats i grundserien där han med 20 poäng slutade på andra plats i lagets interna poängliga bland backar. Säsongen 2024/25 slutade Bernhardt på sjätte plats i backarnas poängliga. Han gjorde sin poängmässigt bästa säsong i SHL och noterades för 33 poäng på 51 grundseriematcher (10 mål, 22 assist). Han var också den i laget som ådrog sig flest utvisningsminuter (46). Modo slutade näst sist i grundserien och degraderades därefter sedan man förlorat kvalspelet mot HV71 med 4–2 i matcher.

#### Från 2025: Linköping HC
Den 9 april 2025 bekräftades det att Bernhardt skrivit ett treårskontrakt med Linköping HC i SHL.

### Landslag
Bernhardt blev uttagen att spela JVM i Kanada 2017. Sverige gick obesegrade genom gruppspelet och besegrade även Slovakien i kvartsfinalen. I den efterföljande semifinalen föll man mot Kanada med 2–5 och fick därmed spela bronsmatch mot Ryssland. Laget föll även i bronsmatchen sedan Ryssland avgjort till 2–1 efter förlängningsspel. På sju spelade matcher noterades Bernhardt för tre assistpoäng.

## Statistik

### Klubblag
| 2014–15                  | Väsby IK HK              | Div. 1                   | 1   | 0  | 0  | 0  | 0  | —  | —  | —  | —  | —  |
| 2016–17                  | Djurgårdens IF           | SHL                      | 27  | 2  | 5  | 7  | 4  | —  | —  | —  | —  | —  |
| 2017–18                  | Djurgårdens IF           | SHL                      | 51  | 1  | 10 | 11 | 6  | 2  | 0  | 3  | 3  | 0  |
| 2018–19                  | Djurgårdens IF           | SHL                      | 16  | 0  | 1  | 1  | 0  | —  | —  | —  | —  | —  |
| 2018–19                  | Växjö Lakers HC          | SHL                      | 20  | 3  | 4  | 7  | 4  | 7  | 0  | 1  | 1  | 2  |
| 2019–20                  | Växjö Lakers HC          | SHL                      | 9   | 0  | 0  | 0  | 2  | —  | —  | —  | —  | —  |
| 2019–20                  | Saimaan Pallo            | Liiga                    | 33  | 1  | 6  | 7  | 12 | —  | —  | —  | —  | —  |
| 2020–21                  | Saimaan Pallo            | Liiga                    | 35  | 3  | 8  | 11 | 6  | —  | —  | —  | —  | —  |
| 2020–21                  | HIFK                     | Liiga                    | 10  | 0  | 0  | 0  | 0  | 8  | 0  | 3  | 3  | 0  |
| 2021–22                  | Modo Hockey              | HA                       | 52  | 14 | 30 | 44 | 55 | 13 | 4  | 8  | 12 | 10 |
| 2022–23                  | Modo Hockey              | HA                       | 52  | 19 | 32 | 51 | 24 | 17 | 10 | 11 | 21 | 4  |
| 2023–24                  | Modo Hockey              | SHL                      | 52  | 3  | 17 | 20 | 16 | —  | —  | —  | —  | —  |
| 2024–25                  | Modo Hockey              | SHL                      | 51  | 10 | 22 | 32 | 46 | 6  | 1  | 2  | 3  | 0  |
| SHL totalt               | SHL totalt               | SHL totalt               | 226 | 19 | 59 | 78 | 78 | 15 | 1  | 6  | 7  | 2  |
| Hockeyallsvenskan totalt | Hockeyallsvenskan totalt | Hockeyallsvenskan totalt | 104 | 33 | 62 | 95 | 79 | 30 | 14 | 19 | 33 | 14 |
| Liiga totalt             | Liiga totalt             | Liiga totalt             | 78  | 4  | 14 | 18 | 18 | 8  | 0  | 3  | 3  | 0  |

### Internationellt
| År            | Lag           | Turnering     | Matcher | Mål | Assists | Poäng | Utv. |
| ------------- | ------------- | ------------- | ------- | --- | ------- | ----- | ---- |
| 2017          | Sverige       | JVM           | 7       | 0   | 3       | 3     | 4    |
| Junior totalt | Junior totalt | Junior totalt | 7       | 0   | 3       | 3     | 4    |